# Helius capniopterus
Helius capniopterus är en tvåvingeart som beskrevs av Alexander 1945. Helius capniopterus ingår i släktet Helius och familjen småharkrankar. Inga underarter finns listade i Catalogue of Life.